# Bellefontaine (Ohio)
Bellefontaine település az Amerikai Egyesült Államok Ohio államában, Logan megyében, melynek megyeszékhelye is. Lakosainak száma 14 115 fő (2020. április 1.).

## Népesség
A település népességének változása:

| 2010 | 13 370 |
| 2020 | 14 115 |